# João Carneiro da Silva
João Carneiro da Silva, primeiro barão de Ururaí, (Quissamã, 6 de junho de 1781 — Macaé, 1° de outubro de 1851) foi um fidalgo, fazendeiro e senhor de engenho brasileiro.

## Biografia
Filho de Manuel Carneiro da Silva e de Ana Francisca de Velasco Távora de Barcelos Coutinho, irmão de José Carneiro da Silva, primeiro barão e visconde de Araruama.
Prestou serviços à causa da Independência do Brasil. Foi tenente-coronel da Guarda Nacional.
Foi proprietário da Fazenda Machadinha, na Freguesia de N. S. do Desterro de Quissamã, antigo termo de Macaé (RJ), com lavoura de cana-de-açúcar.
Presidente da comissão do governo provincial encarregada da construção do canal Campos-Macaé.
Agraciado em 15 de abril de 1847 com o título de barão de Ururaí, o primeiro do nome. É tio de Manuel Carneiro da Silva, segundo barão e visconde de Ururaí. O título faz referência ao rio Ururaí.
Foi comendador da Ordem da Rosa e da Ordem de Cristo, com foro de Fidalgo Cavaleiro.
Foi o último herdeiro do morgado do Capivari, terras entre a lagoa Feia e o mar que eram herdadas apenas pelo varão mais velho e legítimo da família Barcelos Coutinho desde o século XVII. Faleceu solteiro e sem descendência legítima, sendo seu principal herdeiro o irmão, primeiro Visconde de Araruama, que assumiu a chefia da família "Carneiro da Silva", ou "Araruama", como alguns preferem.